# Schottheide

Lage von Schottheide in Kranenburg

Schottheide ist ein Ortsteil der Gemeinde Kranenburg im Kreis Kleve, Regierungsbezirk Düsseldorf, Nordrhein-Westfalen. Der Ort hat 663 Einwohner.

## Lage

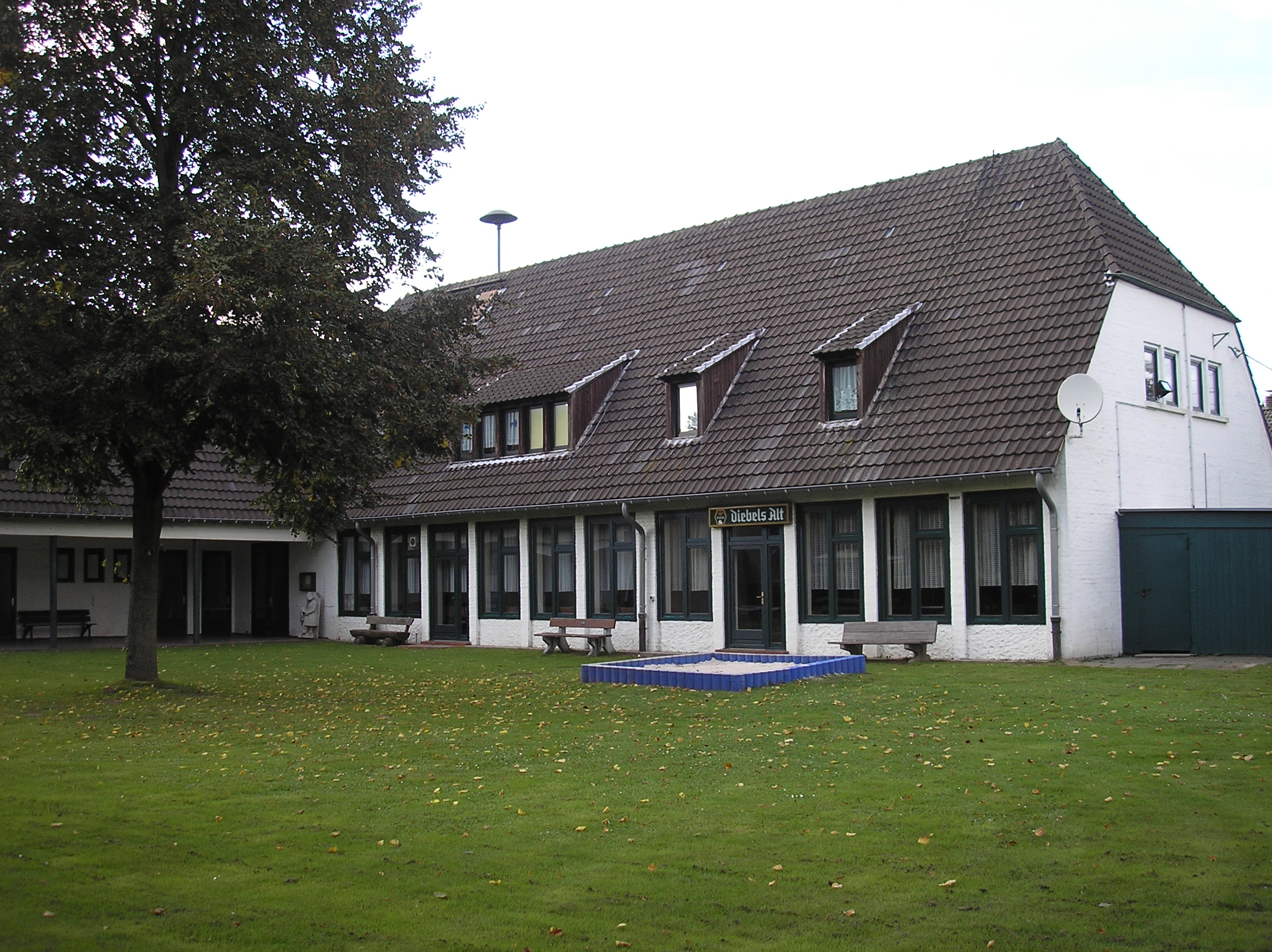
Bürgerhaus „Alte Schule“

Schottheide liegt direkt am Naturschutzgebiet Reichswald.

## Verkehr
Neben dem Ort verläuft die Bundesstraße 504. Busse der Verkehrsgemeinschaft Niederrhein schließen den Ort mit der Line 55 an die umliegenden Ortschaften an.

## Geschichte
Der Name Schottheide taucht erstmals 1414 als „Schoetscheheye“ auf. Das Areal war jedoch bis ins 18. Jahrhundert unbesiedelt und diente als Gemeindeheide von Frasselt. 1783 wurde die Heide im Rahmen der preußischen Kolonialisierung parzelliert und allmählich besiedelt.
Im nahegelegenen Reichswald und im Umfeld des heutigen Ortes tobte im Frühjahr 1945 die sogenannte Schlacht im Reichswald. In dieser Schlacht um den Niederrhein wurde der Ort schwer in Mitleidenschaft gezogen.
Bis ins 20. Jahrhundert blieb Schottheide stark auf den Ort Frasselt bezogen, zu dem es auch pfarrlich gehörte. Erst nach dem Zweiten Weltkrieg gewann Schottheide durch starken Zuzug ein geschlossenes Ortsbild. Die 1953 eingerichtete Volksschule wurde bereits 1968 wieder geschlossen. Seit 1975 wird sie als Bürgerhaus genutzt.

## Vereine
Mitgliederstarke Vereine, wie der Bürgerschützenverein,  der Brieftaubenverein „Über Wald und Heide“ und der Sportverein „SV Schottheide-Frasselt 1860/30“ bieten viele Freizeitmöglichkeiten.